# Kiltimagh
Kiltimagh (en irlandais : Coillte Mach) est une ville du comté de Mayo, en Irlande. En 2016, sa population s'élevait à 1 069 habitants. Kiltimagh présente une architecture de village artisanal du XIXe siècle.
Kiltimagh est la ville natale d'Antoine Ó Raifteiri, le poète aveugle.